# Androsace adenocephala
Androsace adenocephala är en viveväxtart som beskrevs av Hand.-mazz. Androsace adenocephala ingår i släktet grusvivor, och familjen viveväxter. Inga underarter finns listade i Catalogue of Life.